# 西子灣隧道
西子灣隧道，是一座位於台灣高雄市鼓山區的防空洞遺跡和人行隧道。貫穿壽山連結國立中山大學及哈瑪星。

## 交通
- 高雄捷運西子灣站（橘線）或哈瑪星站（高雄輕軌）下，向西徒步約10分
- 旗津渡輪鼓山碼頭向北徒步約10分